# Roy E. Halling
Roy Edward Halling (ur. 31 grudnia 1950 w Perry) – amerykański mykolog.

## Życiorys i działalność naukowa
Halling specjalizuje się zwłaszcza w taksonomii, ekologii i systematyce Boletineae, podrzędu borowikowców, i jest szeroko autorem wielu publikacji w tej dziedzinie. Obecnie jest emerytowanym kuratorem mykologii w nowojorskim Ogrodzie Botanicznym i adiunktem na Uniwersytecie Columbia. Halling uzyskał tytuł magistra na Uniwersytecie Stanowym w San Francisco w 1976 r. na podstawie pracy pod tytułem „Boletaceae of the Sierra Nevada”. Doktorat obronił na Uniwersytecie Massachusetts w Amherst w 1980 r. na podstawie rozprawy zatytułowanej „Rodzaj Collybia w Nowej Anglii”. W latach 1984–1989 Halling był redaktorem pomocniczym czasopisma „Brittonia”,  latach 1986–1996 redaktorem naczelnym Mycologia, a w latach 2002–2004 redaktorem pomocniczym tego ostatniego czasopisma. Był także prezesem Amerykańskiego Towarzystwa Mykologicznego w latach 2008–2009.
Przy nazwach naukowych utworzonych przez nią taksonów standardowo dodawany jest jego nazwisko (zobacz: lista skrótów nazwisk botaników i mykologów).